# Evangelische Kirche der Böhmischen Brüder

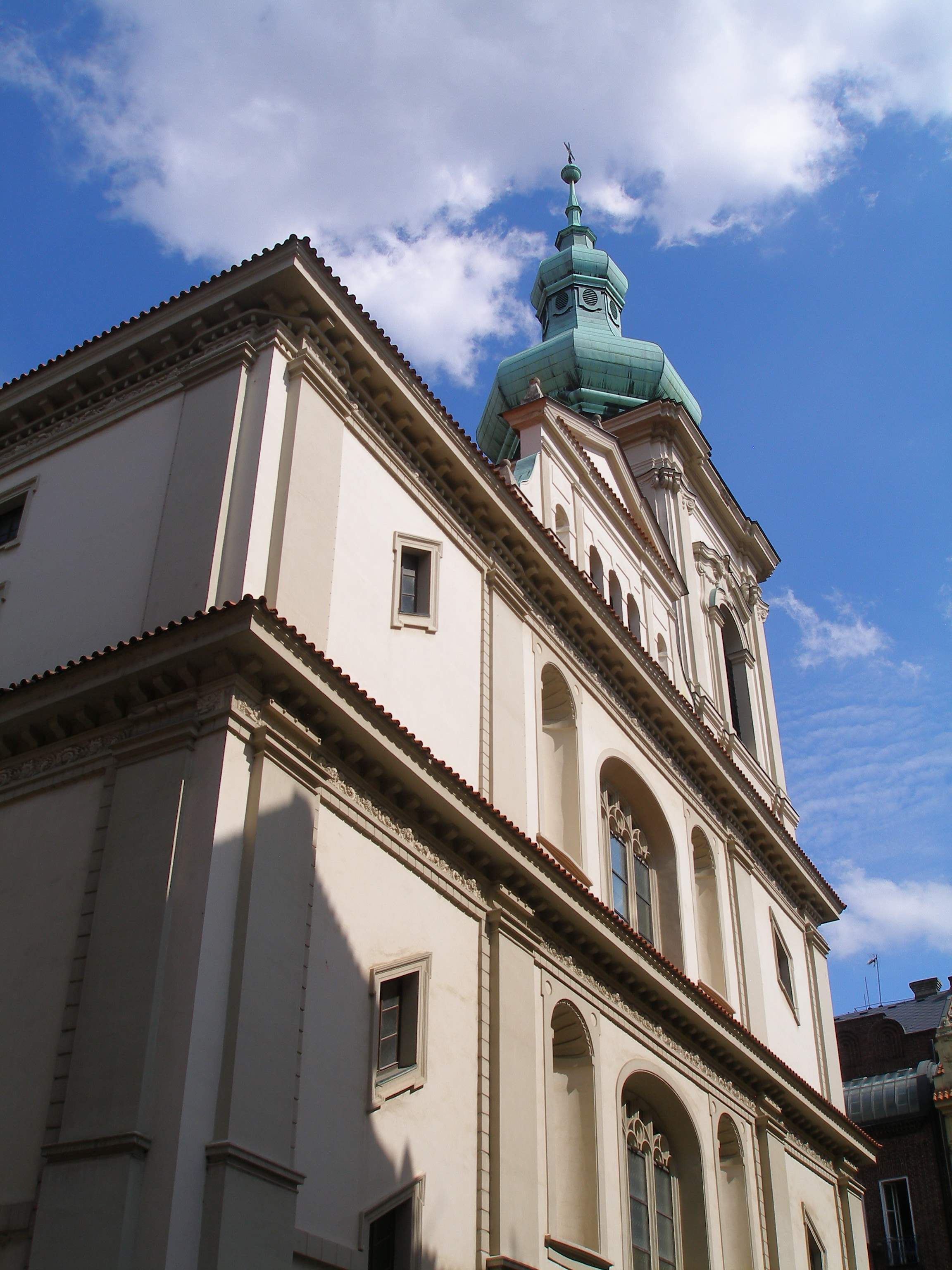
Die Evangelische Salvatorkirche in der Prager Altstadt – die Hauptkirche der EKBB

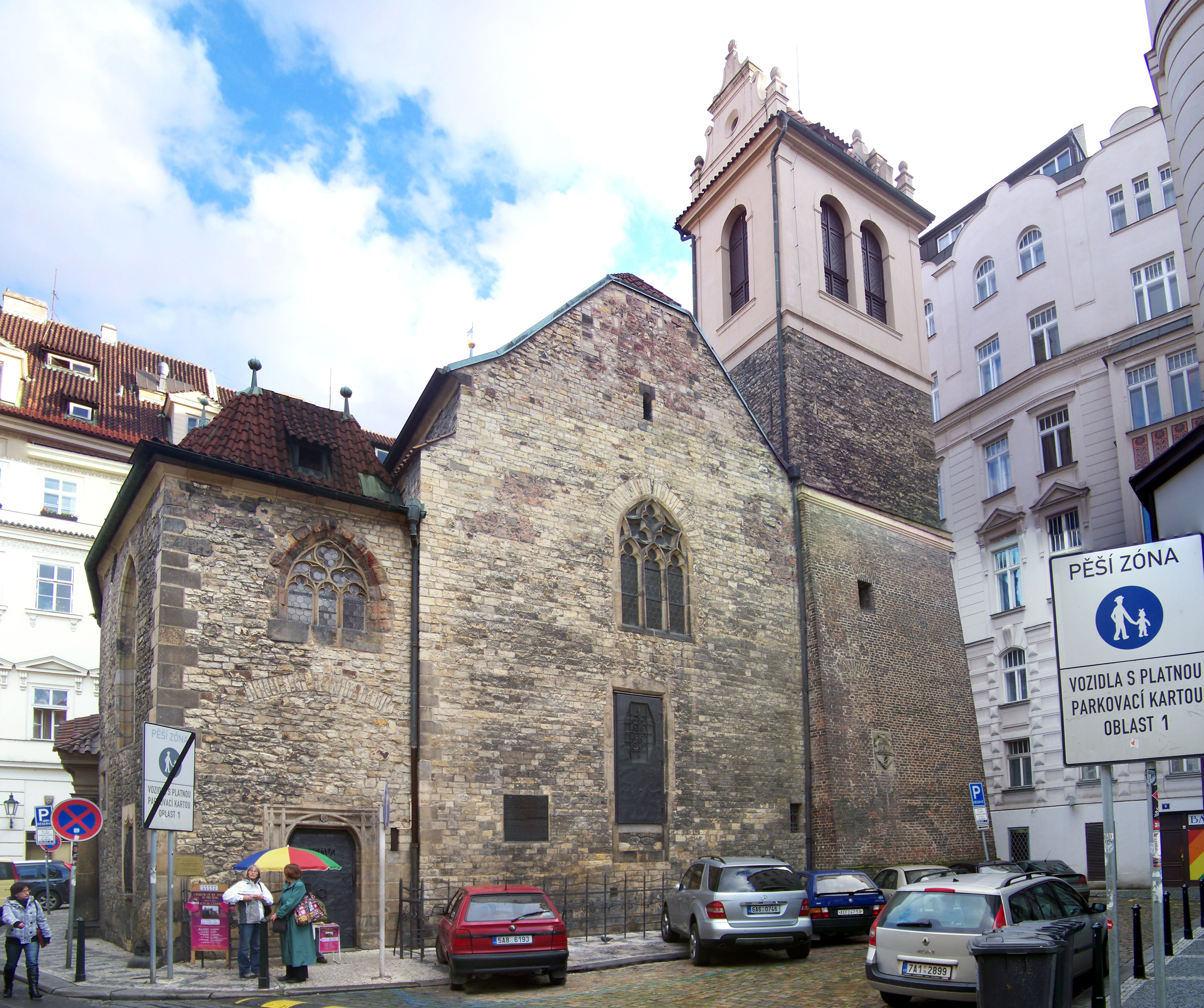
St. Martin in der Mauer – Kirche der Deutschsprachigen Gemeinde Prag der EKBB. Hier wurde 1414 erstmals der Abendmahlskelch an Laien gereicht, eine wichtige Stätte der Reformation.

Die Evangelische Kirche der Böhmischen Brüder (EKBB, tschechisch Českobratrská církev evangelická, ČCE) ist die größte evangelische Kirche in Tschechien. Sie entstand im Jahr 1918 als eine Unierte Kirche durch die Vereinigung zweier evangelischen Kirchen, die nach dem Toleranzpatent von 1781 in den böhmischen Ländern erlaubt wurden. Sie bezieht sich auf die altkirchlichen Bekenntnisse sowie auf die böhmische Reformation und die Reformation des 16. Jahrhunderts. 

## Geschichte
Die Evangelische Kirche der böhmischen Brüder bildete sich im Dezember 1918 nur wenige Wochen nach Gründung der Tschechoslowakischen Republik und der Unabhängigkeit von Wien durch die Vereinigung der reformierten und lutherischen böhmischen Gemeinden in Böhmen und Mähren. Die lutherische Schlesische Evangelische Kirche A.B. in Österreichisch-Schlesien blieb hingegen selbständig. Durch ihre Benennung stellte sich die Kirche in die Tradition der Hussiten und der Böhmischen Brüder, welche auch nach dem Toleranzpatent von 1781 im Habsburgerreich illegal geblieben waren. Viele der 1918 zur EKBB zusammengeschlossenen Gemeinden hatten ihre historischen Wurzeln in der Kirche der Böhmischen Brüder, konnten sich nach 1781 jedoch zunächst nur als reformierte oder lutherische Gemeinden legalisieren lassen.
Die erste Gemeinde der neuen Kirche bildete sich in Svébohov bei Šumperk. Zur EKBB schlossen sich 126.000 Reformierte und 34.000 Lutherische zusammen, zudem kam es zu einer Übertrittswelle von 100.000 Katholiken, da die Staatskirche der Habsburgermonarchie entfiel. So wuchs die EKBB im ersten Jahrzehnt auf 250.000 Gläubige in 120 Gemeinden. Es eröffneten sich vielfältige neue Arbeitsmöglichkeiten. 100 Kirchen wurden neu oder umgebaut. Die Zahl der Gläubigen wuchs bis 1938 auf 325.000.
Im deutschen Protektorat Böhmen und Mähren 1938/39–1945 war die EKBB genauso wie die Bevölkerung schwerer Verfolgung ausgesetzt. Auch die 1919 gegründete Evangelisch-Theologische Fakultät wurde geschlossen. Die Theologie der EKBB wurde in dieser Zeit stark von Josef Hromádka (1889–1969) geprägt.
Nach dem Februarumsturz 1948 nahm die kommunistische Partei sämtliche Lebensbereiche unter ihre Kontrolle. Die Geistlichen aller Kirchen wurden vom Staat bezahlt, wodurch eine noch stärkere Überwachung möglich war. In den 1950er Jahren wurde die Frauenordination eingeführt. Die ersten vier Frauen wurden am 13. Dezember 1953 zu Pfarrerinnen ordiniert. Der Prager Frühling 1968 weckte neue Hoffnungen. Aber es folgte mit dem Normalisierungsprozess ein noch härterer Kurs der totalitären Machtpolitik. Zu den ersten Unterzeichnern der Petition gegen die Menschenrechtsverletzungen Charta 77 gehörten 19 Pfarrer und Vikare der EKBB.
Heute (2019) umfasst sie etwa 69.715 Kirchenmitglieder in rund 260 Gemeinden.

## Organisation und Bekenntnisse

Logo

Die lokalen Kirchengemeinden werden von Kirchenältesten verwaltet, die von einem Pfarrer repräsentiert werden. Mehrere Gemeinden bilden ein Seniorat mit einem Senior an der Spitze. Das höchste Entscheidungsgremium ist die etwa 80 Mitglieder umfassende Synode. Geleitet wird die Kirche vom Synodalrat, der aus drei geistlichen und drei Laien besteht. Der höchste Repräsentant ist der Synodalsenior.
Die EKBB ist synodal-presbyterial verfasst und bezieht sich auf die altkirchlichen Bekenntnisse sowie die Vier Prager Artikel (1421), die Confessio Augustana (1530), die Brüderische Konfession (1535/1662), das Zweite Helvetische Bekenntnis und die Confessio Bohemica (1575). Die Ausbildung des theologischen Nachwuchses findet an der Evangelisch-Theologischen Fakultät der Karls-Universität Prag statt.

## Ökumene
Die EKBB gehört dem Ökumenischen Rat der Kirchen (ÖRK), der Weltgemeinschaft Reformierter Kirchen (WRK), dem Lutherischen Weltbund (LWB) und der Gemeinschaft Evangelischer Kirchen in Europa (GEKE) an.

## Kirchengebäude

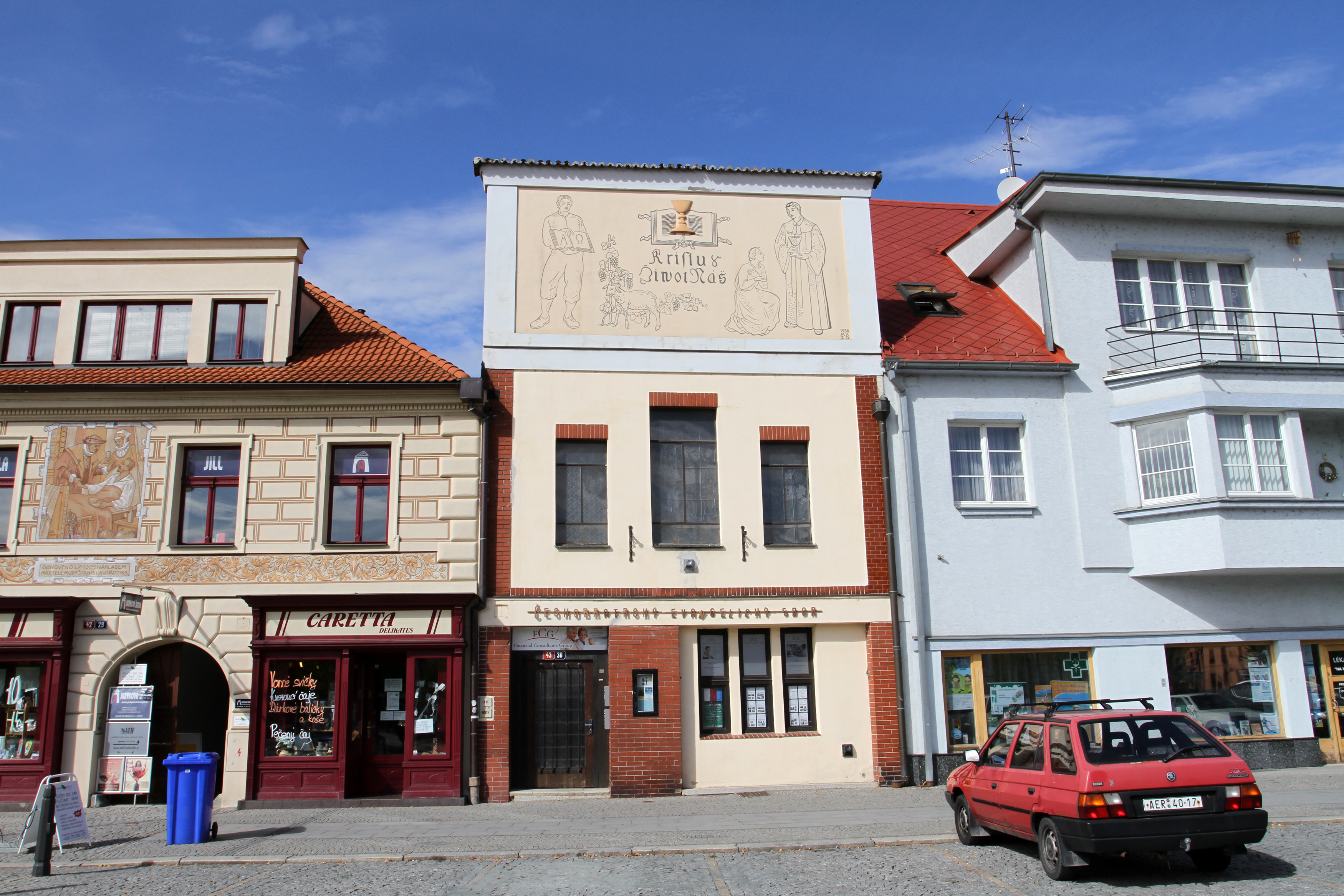
Evangelische Gemeinde in Beroun
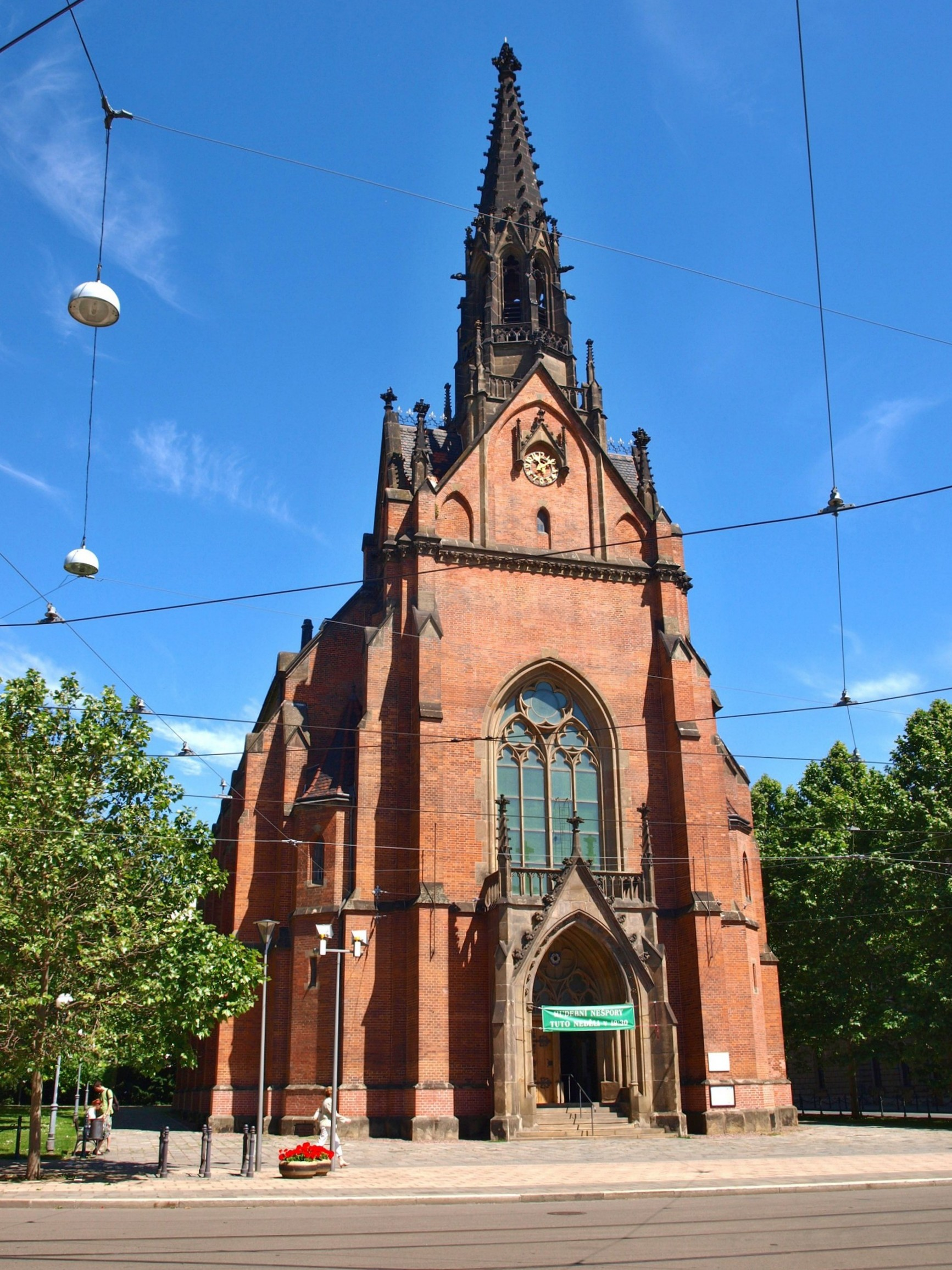
Rote Kirche in Brünn
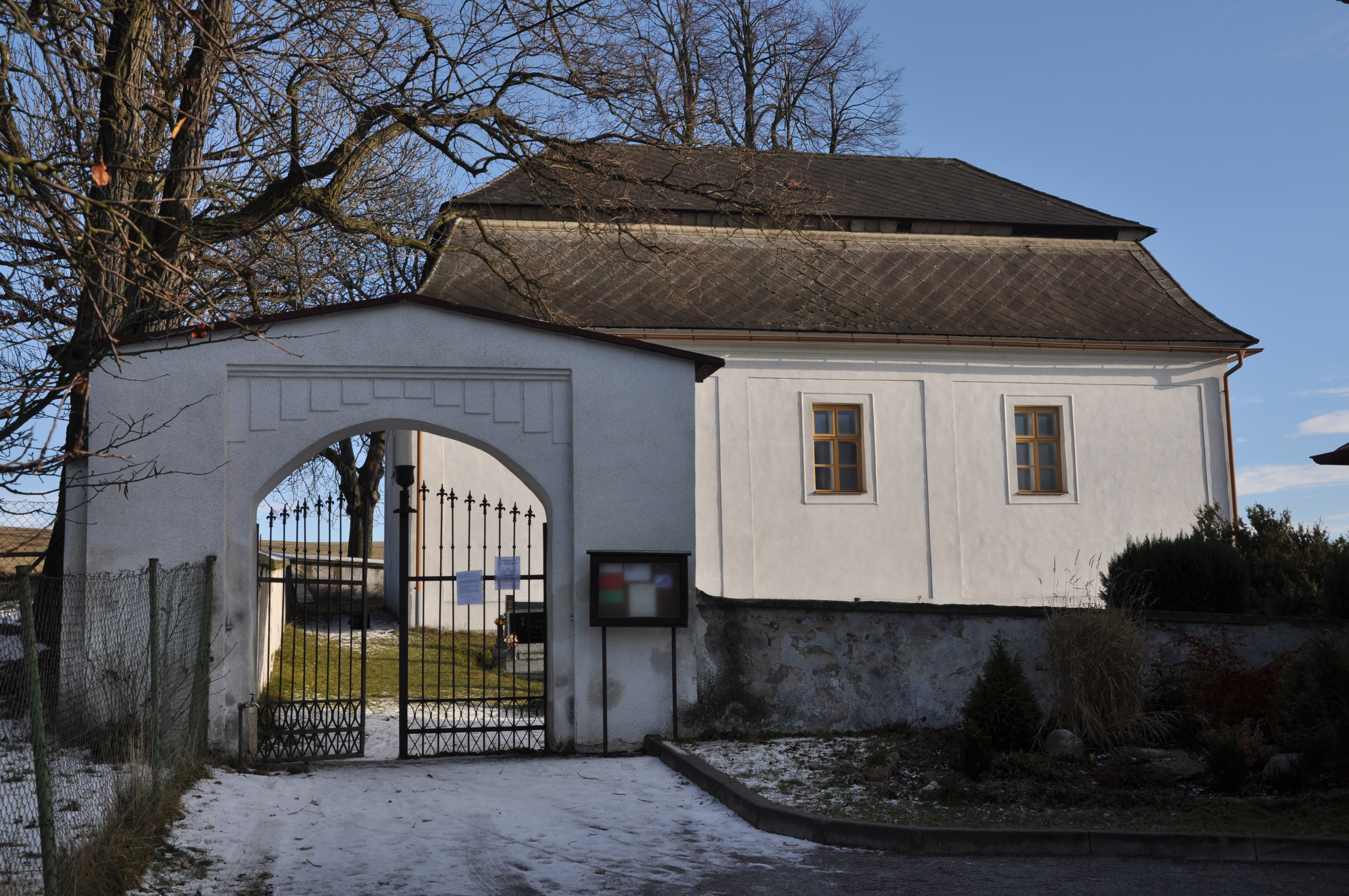
Toleranzkirche in Daňkovice
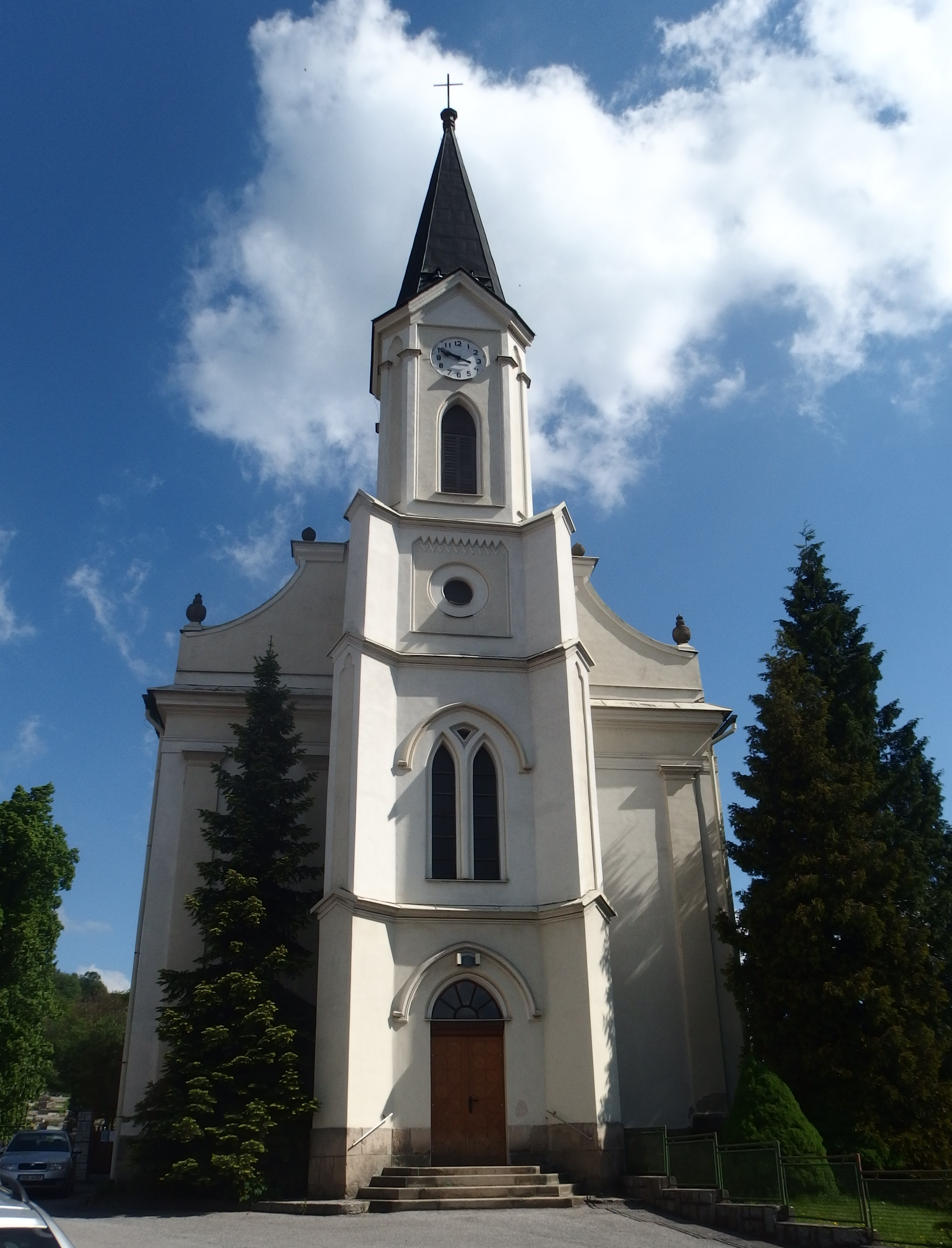
Evangelische Kirche in Hošťálková
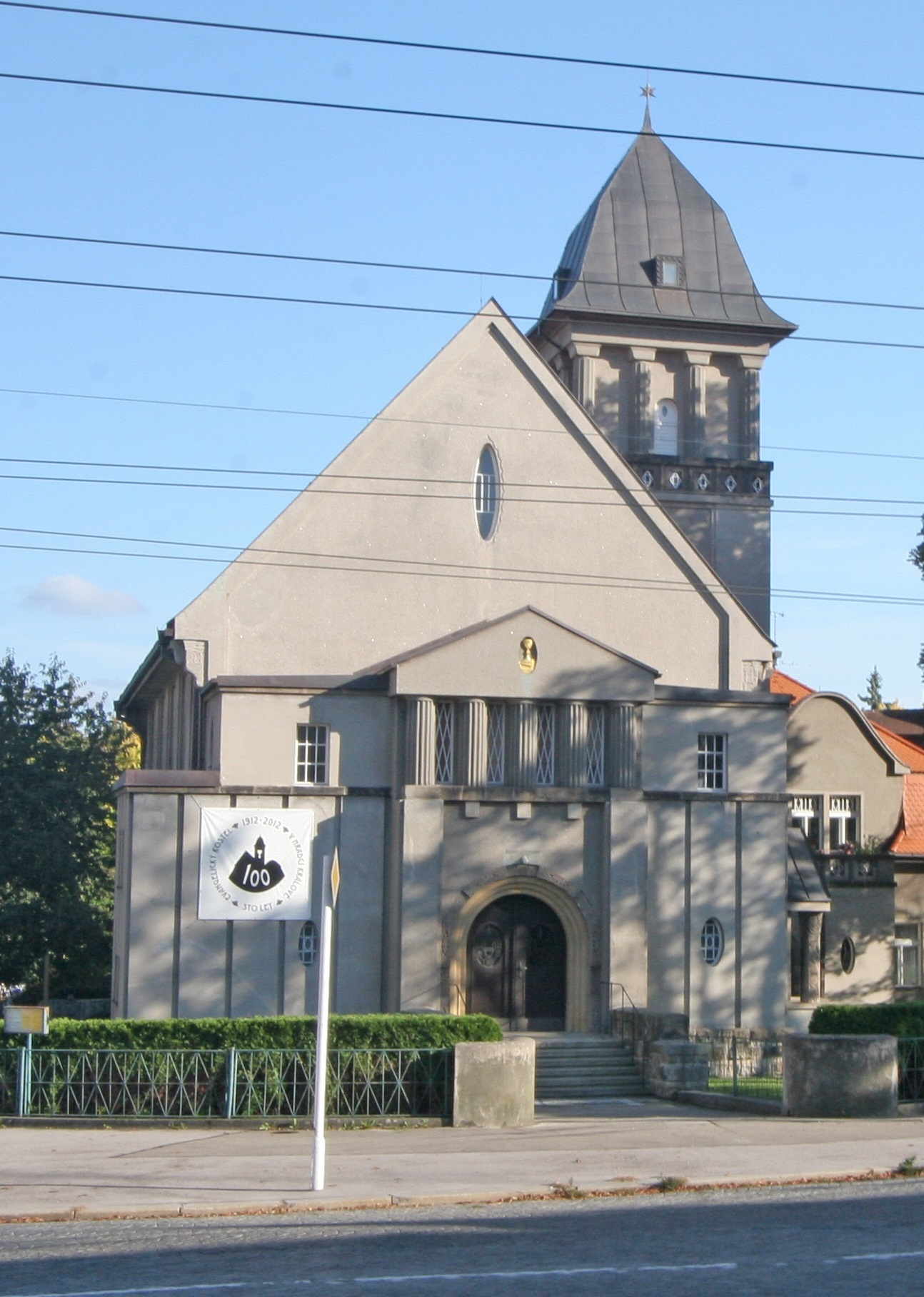
Evangelische Kirche in Königgrätz
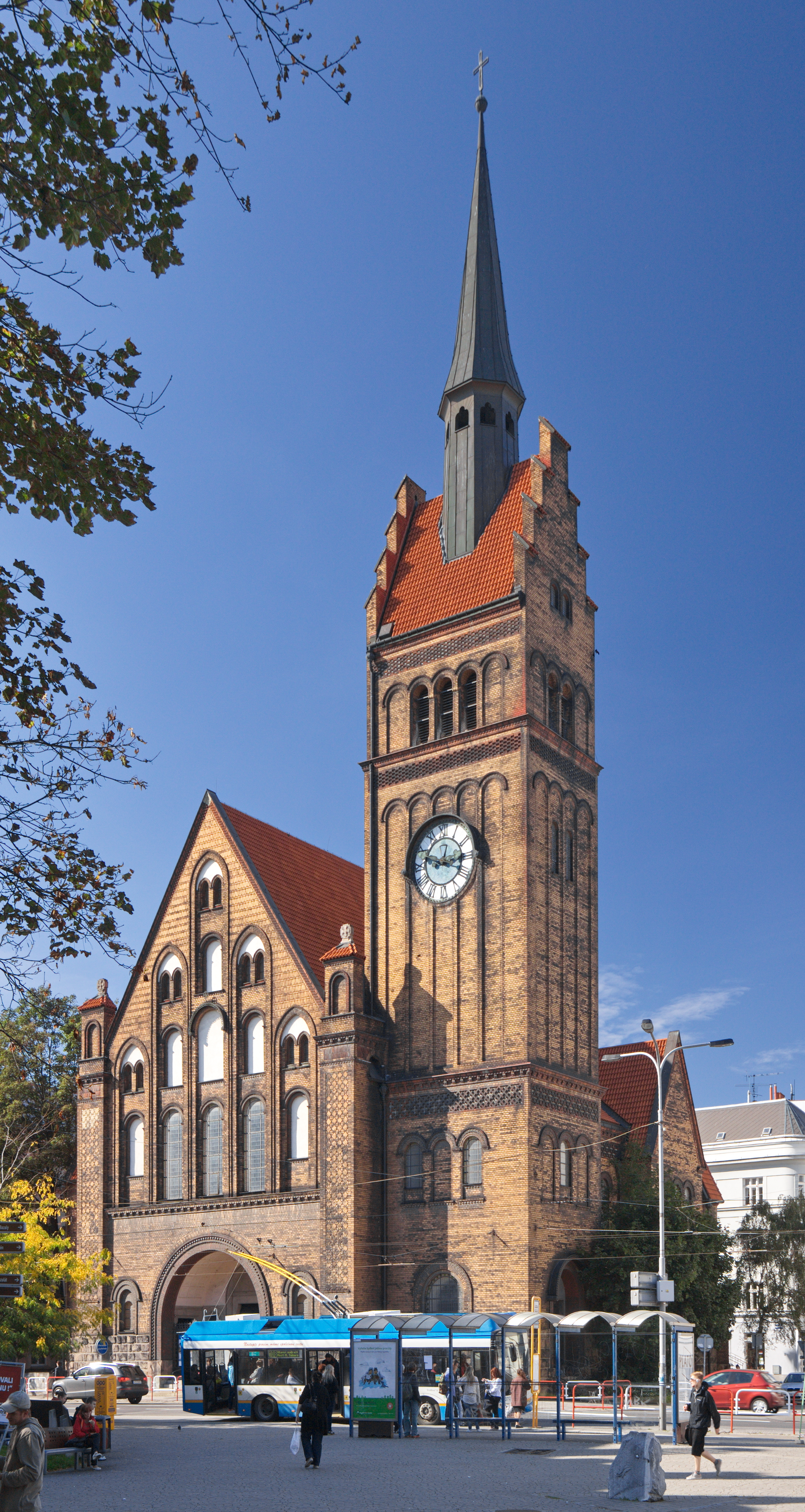
Christuskirche in Mährisch-Ostrau
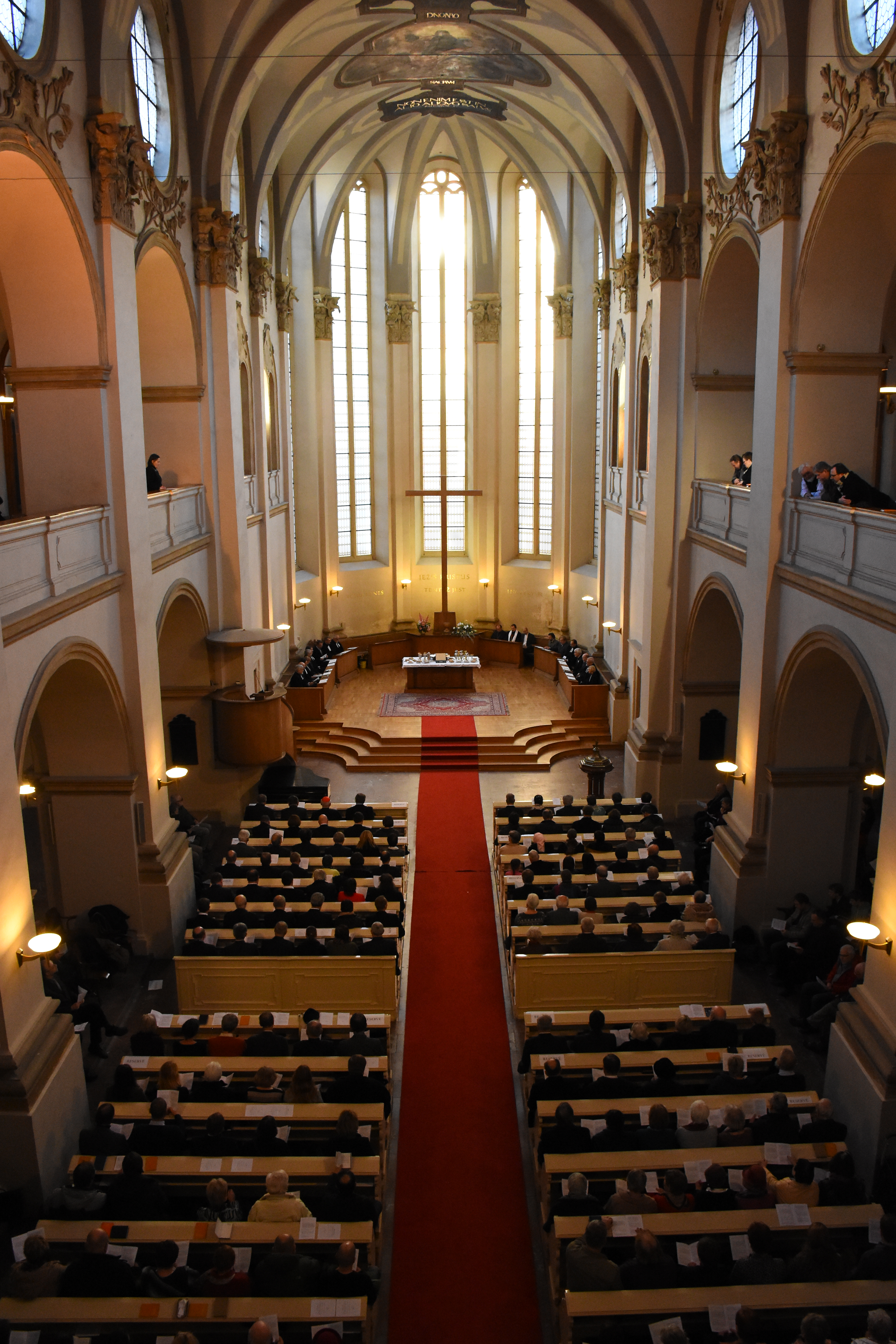
Evangelische Salvatorkirche in der Prager Altstadt
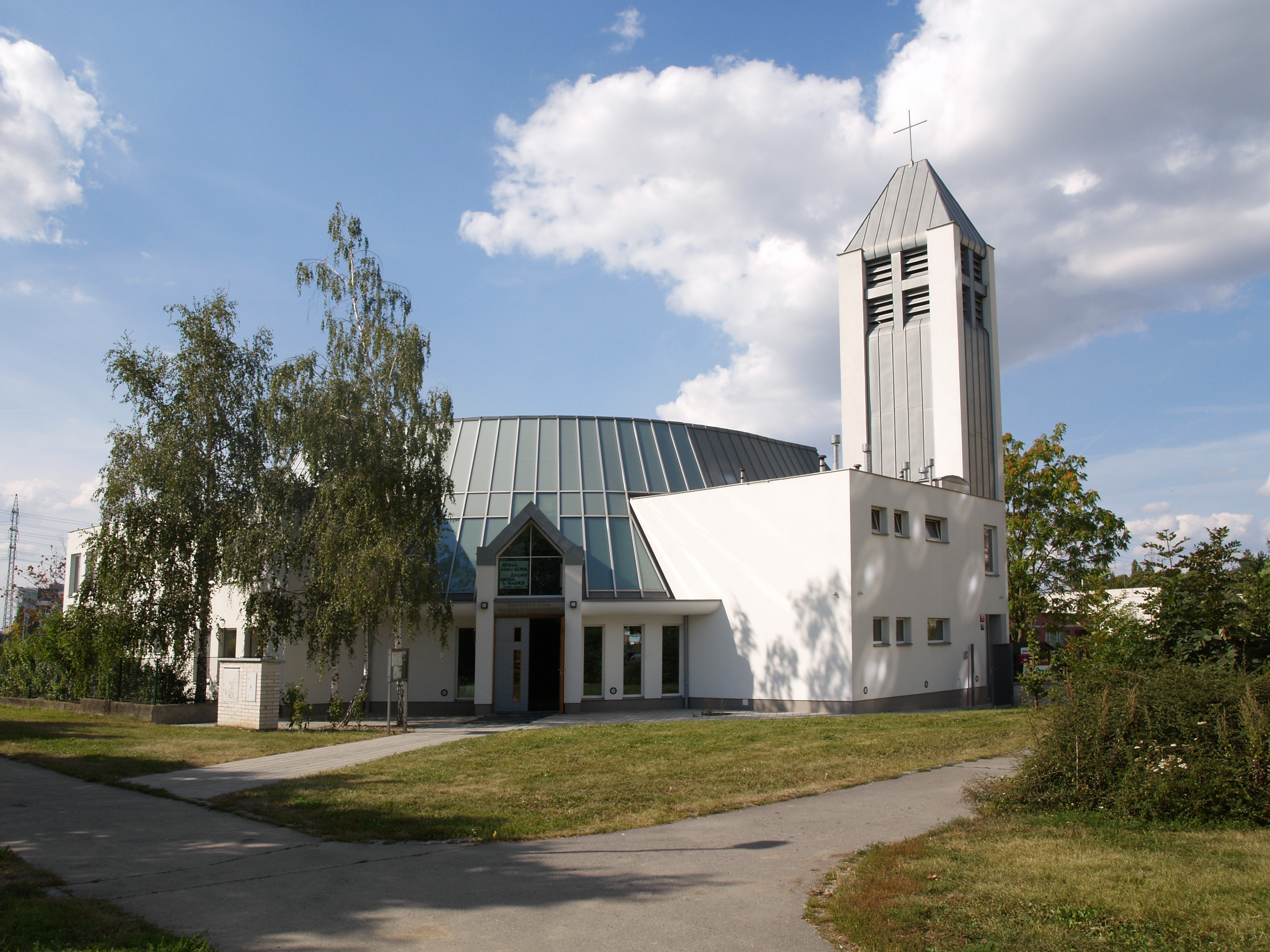
Milíč-von-Kroměříž-Gemeindehaus in Prag
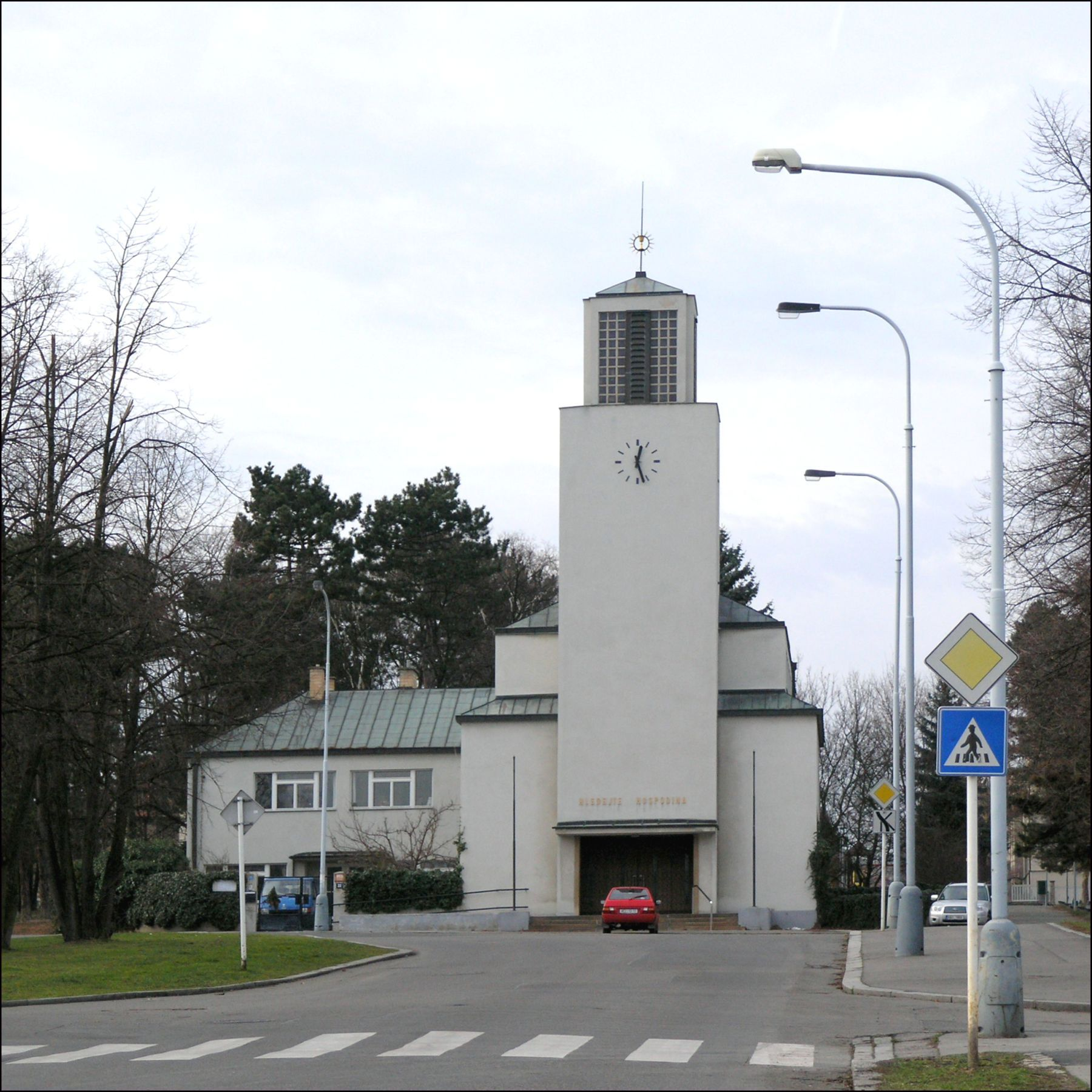
Evangelische Kirche in Střešovice (Prag)
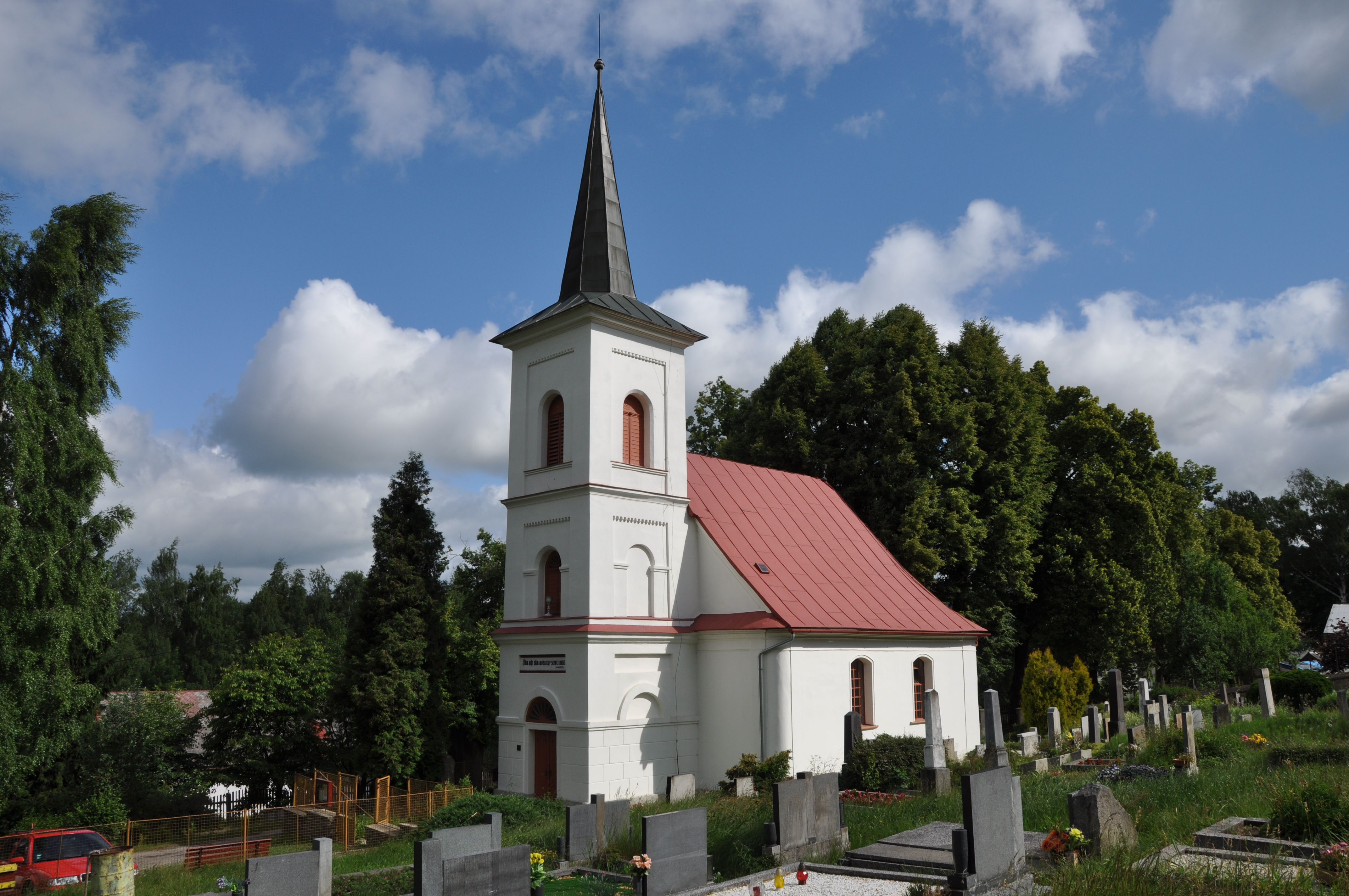
Evangelische Kirche in Sázava u Žďáru
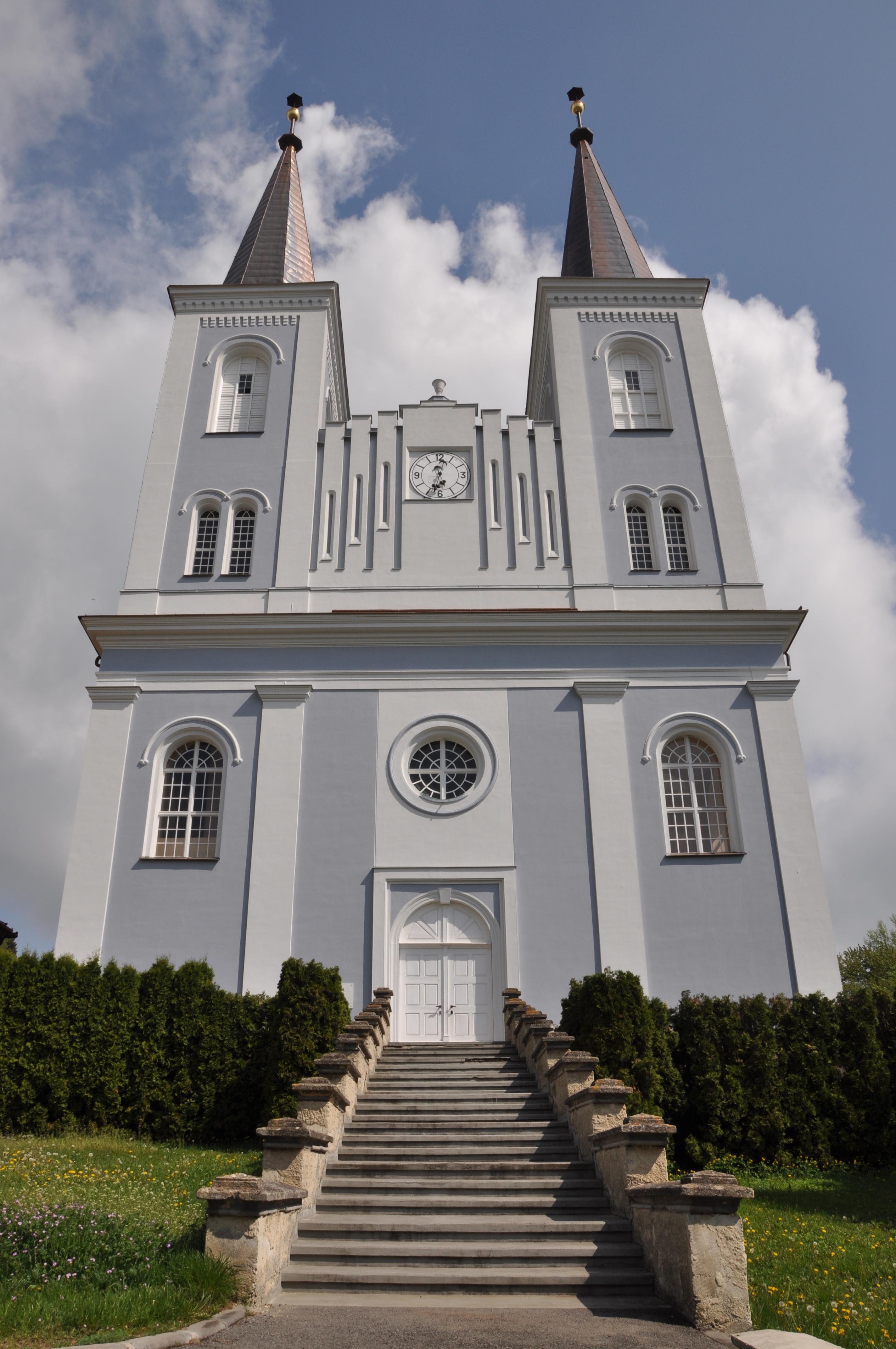
Evangelische Kirche in Vanovice
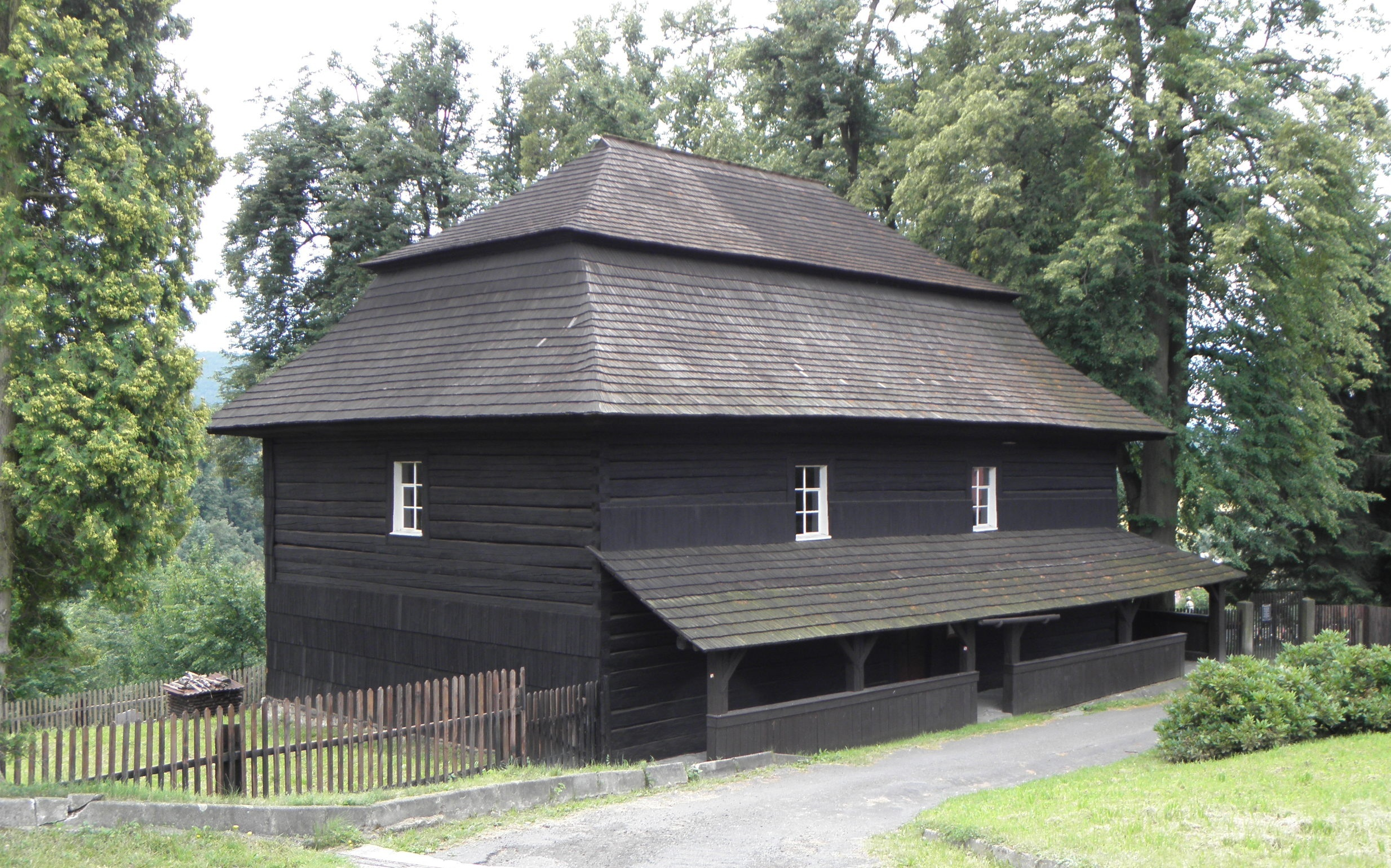
Hölzernes Toleranzbethaus in Velká Lhota
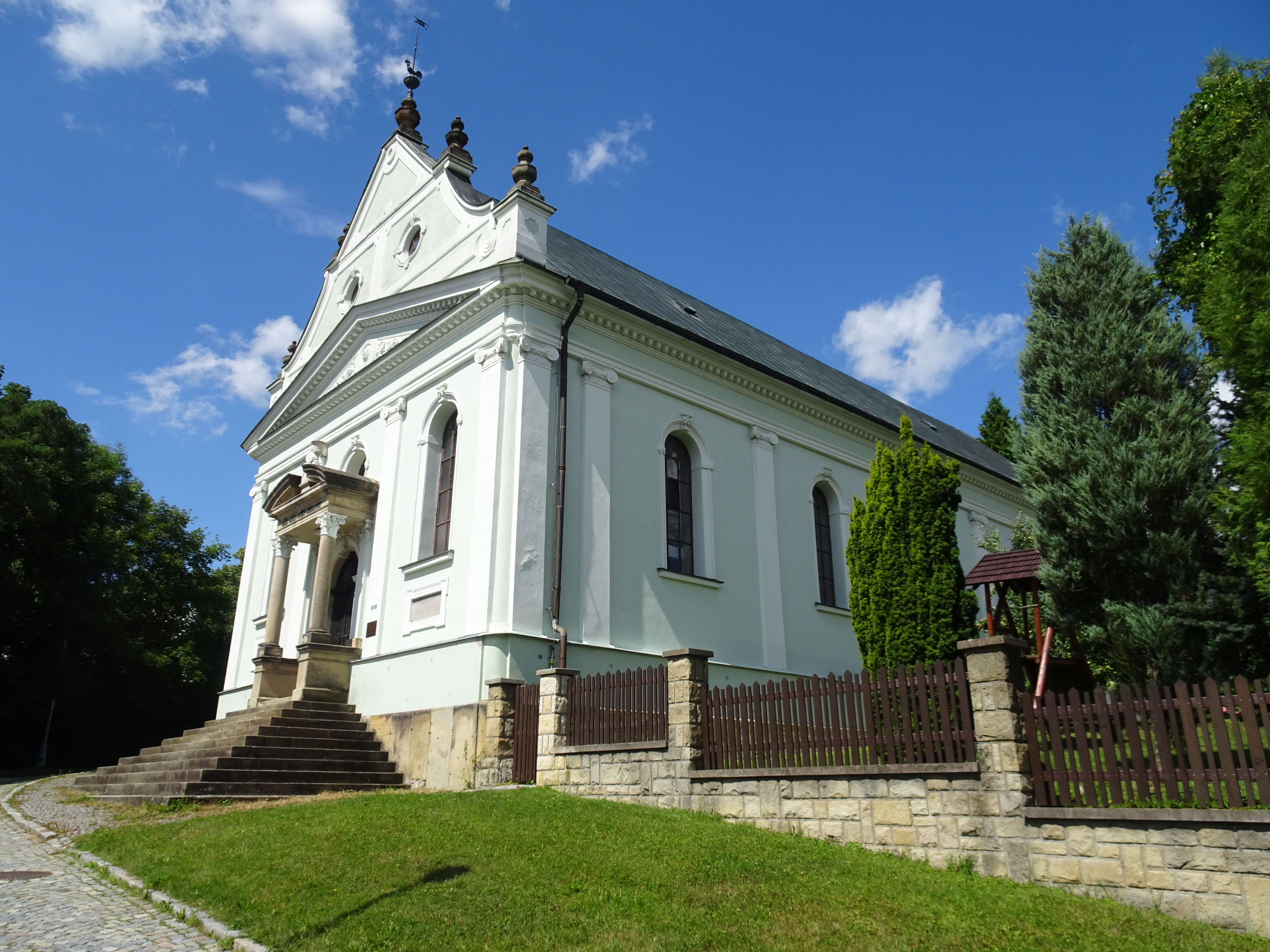
Reformierte Kirche in Vsetín
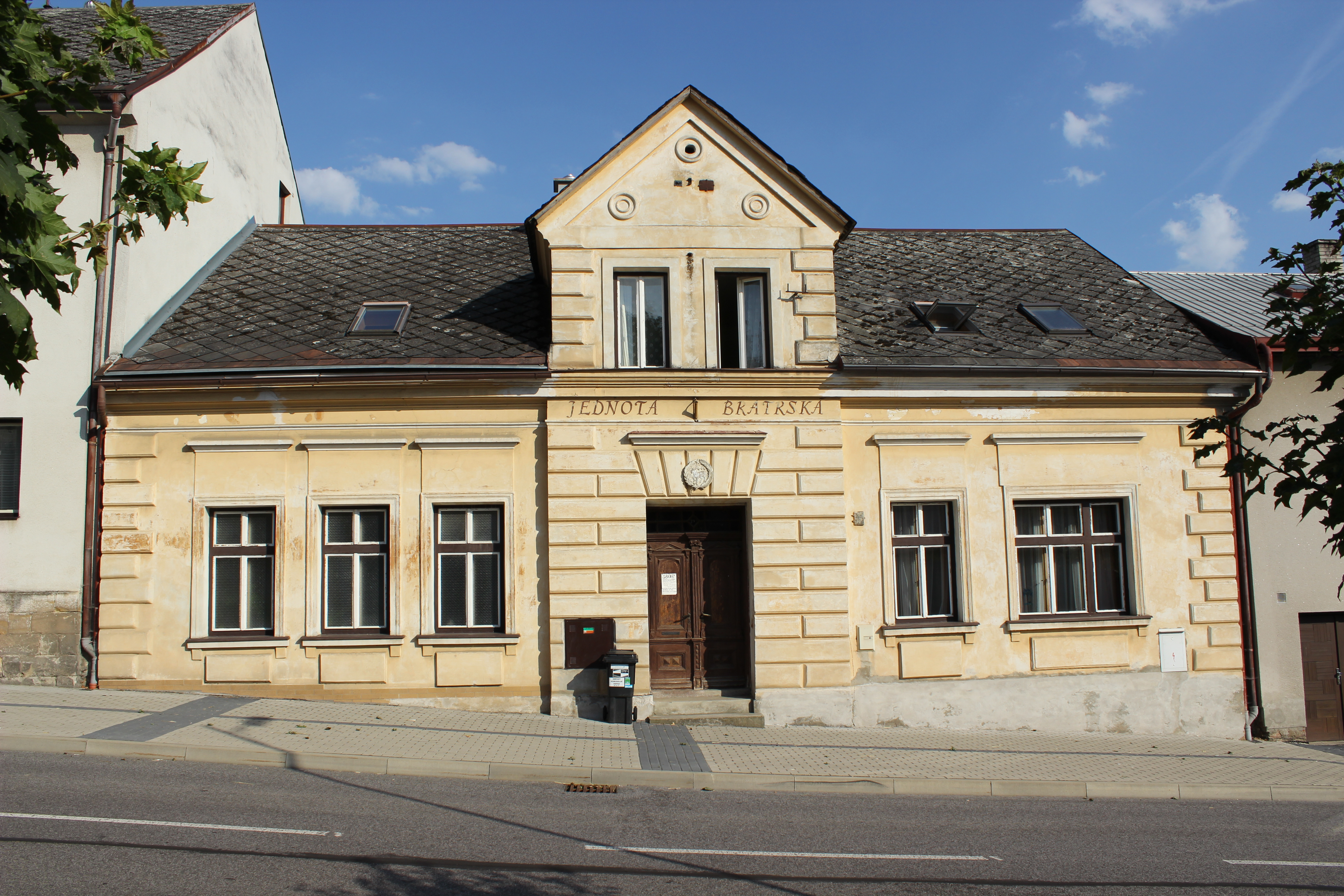
Herrnhuter Brüdergemeine in Rovensko pod Troskami

## Persönlichkeiten
- Milan Balabán – Theologe

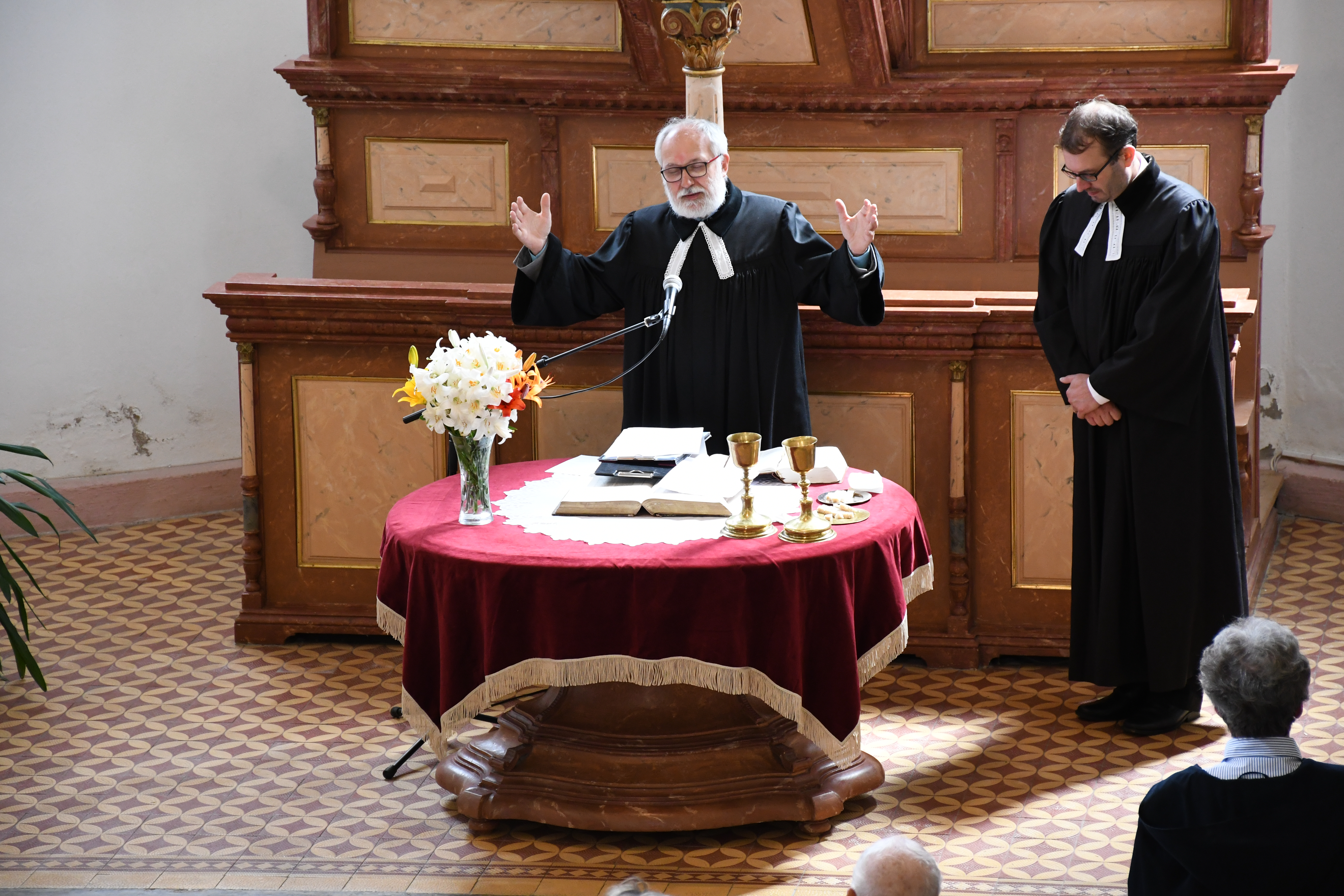
Evangelischer Gottesdienst in Rovečná

- František Michálek Bartoš – Historiker
- Miloš Bič – Theologe
- Milada Horáková – Politikerin
- Jan Karafiát – Pfarrer, Schriftsteller
- Svatopluk Karásek – Pfarrer
- Erazim Kohák – Philosoph
- Jan Milič Lochman – Theologe
- Tomáš Garrigue Masaryk – erster Präsident der Tschechoslowakei
- Zdeněk Matějček – Psychologe
- Jan Palach – Student
- Přemysl Pitter – Pädagoge
- Petr Pokorný – Theologe
- Emanuel Rádl – Biologe, Philosoph